# La Foi des hommes (nouvelle)
Pour l’article homonyme, voir La Foi des hommes.
La Foi des hommes (titre original : The Faith of Men) est une nouvelle américaine de Jack London publiée aux États-Unis en 1903.

## Historique
La nouvelle est publiée initialement dans le magazine Sunset en juin 1903, avant d'être reprise dans le recueil La Foi des hommes en avril 1904.

## Éditions

### Éditions en anglais
- The Faith of Men, dans le périodique Sunset en juin 1903.
- The Faith of Men, dans le recueil The Faith of Men & Others Stories, New York ,The Macmillan Co, avril 1904.

### Traductions en français
- La Foi des hommes, traduit par Mme la comtesse Raymonde de Galard, in L’Appel de la forêt, recueil, Juven, 1906.
- La Foi des hommes, traduit par Georges Dupuy, in Contes et nouvelles, anthologie, février 1912.
- La Foi des hommes, traduit par Louis Postif, in Ric et Rac, hebdomadaire, novembre 1932.

## Sources
- (en) Jack London's Works by Date of Composition
- http://www.jack-london.fr/bibliographie